# Häverödal

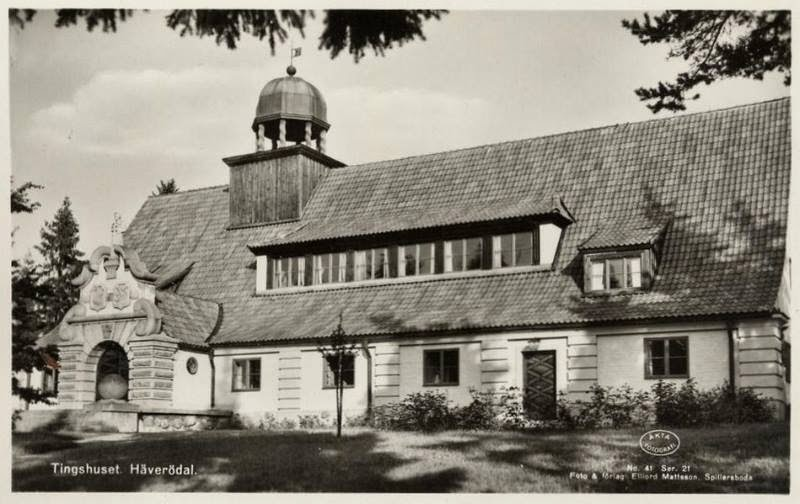
Häverödals tingshus.

Häverödal är ett före detta stationssamhälle vid Rimbo–Sunds Järnväg i Häverö socken, Norrtälje kommun. Orten bytte 1934 officiellt namn till Häverödal från Häverösund för att posten inte skulle förväxla ortnamnet med Härnösand.
Samhället hade vid 1930-talets början omkring 760 invånare.

## Tätort
Vid 1950 års folkräkning räknades 653 invånare inom befolkningsagglomerationen Häverödal m. Sand.